# Liste der Naturdenkmale in Flörsbachtal
Die Liste der Naturdenkmale in Flörsbachtal nennt die in der Gemeinde Flörsbachtal im Main-Kinzig-Kreis gelegenen Naturdenkmale.
| Bild | Bezeichnung                        | Ortsteil, Lage                              | Beschreibung | Art | Nr.    |
| ---- | ---------------------------------- | ------------------------------------------- | ------------ | --- | ------ |
| BW   | Linde                              | Kempfenbrunn 50° 6′ 33,1″ N, 9° 26′ 44,7″ O |              |     | 435021 |
| BW   | Dorflinde                          | Kempfenbrunn 50° 6′ 42″ N, 9° 26′ 21,9″ O   |              |     | 435025 |
| BW   | Kreuzeleichen                      | Lohrhaupten 50° 7′ 12,8″ N, 9° 30′ 17,7″ O  |              |     | 435028 |
| BW   | Eiche                              | Lohrhaupten 50° 8′ 32,5″ N, 9° 28′ 27,7″ O  |              |     | 435030 |
| BW   | Buche                              | Flörsbach 50° 7′ 35,9″ N, 9° 23′ 28,8″ O    |              |     | 435032 |
| BW   | Die Eiche                          | Mosborn 50° 6′ 29,1″ N, 9° 24′ 34,7″ O      |              |     | 435033 |
| BW   | Zusammengewachsene Eiche und Buche | Mosborn 50° 6′ 12″ N, 9° 24′ 12,7″ O        |              |     | 435034 |
| BW   | Hengstbergeiche                    | Flörsbach 50° 7′ 55″ N, 9° 23′ 16,2″ O      |              |     | 435076 |
| BW   | Eiche                              | Flörsbach 50° 7′ 17,4″ N, 9° 23′ 22,1″ O    |              |     | 435092 |
| BW   | Eiche                              | Flörsbach 50° 7′ 11,3″ N, 9° 25′ 44,4″ O    |              |     | 435101 |

## Belege
1. ↑  
Naturdenkmale im Main-Kinzig-Kreis. (PDF; 74 kB) Umweltbericht MKK. Main-Kinzig-Kreis, August 2015, archiviert vom Original (nicht mehr online verfügbar) am 24. Januar 2016; abgerufen am 22. Januar 2016.

- Karte mit allen Koordinaten:
- OSM |
- WikiMap